# Meropeidae
Famille
Les Meropeidae sont une famille d'insectes de l'ordre des Mecoptera.

## Liste des genres
Selon GBIF (29 août 2021) :
- Austromerope Killington, 1933
- Boreomerope Novokschonov, 1995
- Burmomerope Grimaldi & Engel, 2013
- Merope Newman, 1838
- Sinothauma Hong, Hong & Li, 2007

## Systématique
Le nom scientifique de ce taxon est Meropeidae.

## Publications
- (en) George W. Byers, « Zoogeography of the Meropeidae (Mecoptera) », Journal of the Kansas Entomological Society, vol. 46, no 4,‎ 1973, p. 511-516 (ISSN 0022-8567 et 1937-2353, OCLC 1783294, JSTOR 25082601).
- (en) Norman D. Penny et George W. Byers, « A Check-List of the Mecoptera of the World », Acta Amazonica, INPA, vol. 9, no 2,‎ juin 1979, p. 365-388 (ISSN 0044-5967 et 1809-4392, OCLC 423540997, DOI 10.1590/1809-43921979092365).